# Scott Clendenin
Scott Clendenin (født 17. januar 1968, død 24. marts 2015) var en amerikansk musiker bedst kendt for sin position som bassist i det indflydelsesrige amerikanske dødsmetalband Death i perioden fra 1996 til opløsningen i 2001. I 1997 sluttede han sig også til Chuck Schuldiners andet musikprojekt Control Denied, hvor han i 1999 blev afløst af Steve DiGiorgio.

## Diskografi
Death
- The Sound of Perseverance (1998)
- Live in L.A. (Death & Raw) (2001)
- Live in Eindhoven (2002)
- Vivus! (2012)

Control Denied
- Demo (1996)
- A Moment of Clarity (1997)
- The Fragile Art of Existence (1999; kun tekst)

Symbolic
- The Ultimate Death Tribute (2010, spor 4-6, 15-16, 21)